# Odontonema schomburgkianum
Odontonema schomburgkianum är en akantusväxtart som först beskrevs av Christian Gottfried Daniel Nees von Esenbeck, och fick sitt nu gällande namn av Carl Ernst Otto Kuntze. Odontonema schomburgkianum ingår i släktet Odontonema och familjen akantusväxter. Inga underarter finns listade i Catalogue of Life.